# فرانکلین (نبراسکا)
فرنکلین(به انگلیسی: Franklin) شهری در ایالت نبراسکا کشور ایالات متحده آمریکا است که جمعیت آن در سرشماری سال ۲۰۱۰ میلادی، ۱٬۰۰۰ نفر بوده‌است.